# Casa natale di Giuseppe De Nittis
La casa natale di Giuseppe De Nittis si trova a Barletta, su corso vittorio emanuele 23.
Qui, il 25 febbraio 1846, nacque il celebre pittore impressionista
È vincolato dalla soprintendenza dal 1990.

## Storia
Si tratta di una palazzina su due piani fuori terra, rivisitata nel 1800.
La proprietà dell'edificio è privata ed è attualmente non visitabile, sebbene ci siano in corso progetti di musealizzazione, in aggiunta alla Pinacoteca.
La Casa Natale di De Nittis insiste in un tratto viario molto ricco di monumenti e luoghi di attrazione, dal Colosso e dal Sepolcro alla Galleria Gallo, passando per il Teatro Curci.

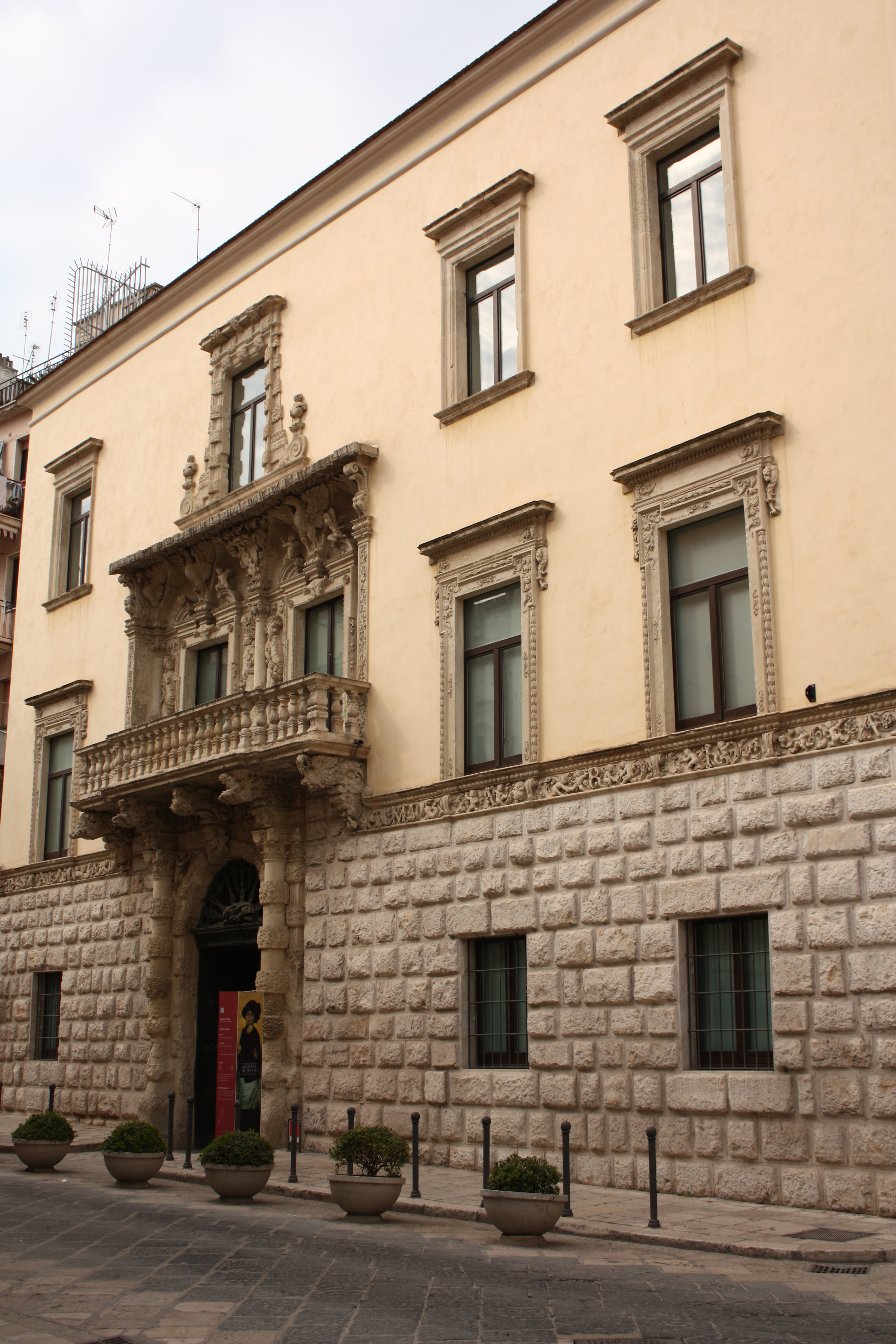
La Pinacoteca De Nittis posta a circa 400 metri dalla Casa Natale